# Andrey Lekarski
Andrey Lekarski, conocido como "Andy", es un escultor y pintor búlgaro, residente en Francia, nacido el 2 de diciembre de 1940 en Sofía.

## Datos biográficos

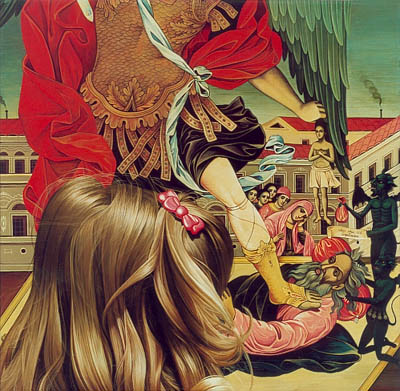
El arcángel Miguel y Silvia
Archange Michel et Sylvie
pintura de Andrey Lekarski.

Segundo hijo del general Kroum Lekarski y Lekarska Nadezhda , nació el 2 de diciembre de 1940 en Sofía ( Bulgaria ). Desde 1954 a 1959 estudió en la Escuela de Artes Visuales Moscú . En 1962 se matriculó en la Escuela Nacional Superior de Bellas Artes en París. Desde 1962 vive y trabaja en París . En 1969 se trasladó a México . Allí realizó su primera exposición de pinturas en la galería Jack Misrachi . Casado en 1970 con Svetla Velitchkova. En 1976 , nació su primera hija Katia Lekarski, y en 1981 su segunda hija Sylvie Lekarski. A partir de 1989 , divide su tiempo entre París y Bulgaria, donde produjo sus bronces. En 1991 firmó un contrato con Raphaël Doueb, propietario de la galería de Le Monde de l'Art y en 1992 presentó una gran exposición de esculturas monumentales. En 1993 la ciudad de Nancy y Le Monde de l'Art, organizaron el evento cultural "El Verano de la escultura" (del francés: l'Eté de la sculpture) . Las esculturas monumentales de Andrey Lekarski y de Mihail Chemiakin fueron expuestas durante 3 meses en la plaza Stanislas. En esta exposición, Lekarski recibió la medalla de la Ciudad de manos del alcalde de Nancy André Rossinot . Una parte de esta exposición se instaló en exhibición permanente en el recinto de la Abadía de los Premonstratenses de Pont-à-Mousson . En 2002 , la Galería de Arte Nacional de Bulgaria en Sofía le dedicó una exposición.

## Pintor
La pintura de Andrey Lekarski provoca una experiencia inusual, una manera diferente de mirar nuestra vida diaria. Su exposición en 1978 en la Galería Liliane François titulada "Safari en las Tullerías" ´, en francés: "Safari aux Tuilerie", es una etapa de este proceso. A partir de lo que podría ser una broma, Lekarski sustenta un pensamiento acerca de las relaciones humanas, condiciones de vida, la mezcla de actividades entre la vida urbana y la vida salvaje y el pulso de la ciudad. En esta exposición, que fue un acontecimiento de la vida artística de París, el Museo de Arte Moderno de la Ciudad adquirió una de sus pinturas "Katia en el País de las Maravillas"(del francés: "Katia au Pays des merveilles"). 

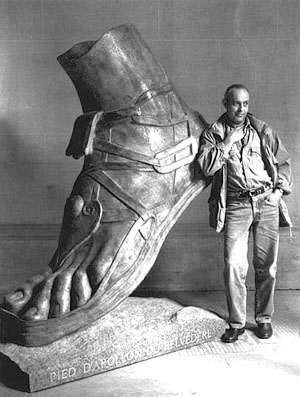
Andrey Lekarski y su escultura monumental "El pie de Apolo de Belvedere"

## Escultor
Desde muy temprano se interesó por la escultura. A partir de moldes de modelos antiguos, propone ensamblajes sorprendentes fijados de manera permanente en una especie de "collage de bronce". En un proceso de delirio sobre las formas en el fragor del instante, transportado por su amor a la libertad y una permanente felicidad. Una manera eficaz de expresar sus fantasías, utilizando un lenguaje lleno de símbolos. El refinamiento de sus pátinas dan un tono definitivo y duradero a sus extravagantes obras.
Después de Christo, Andrey Lekarski es el artista búlgaro con más alta reputación en Occidente. Pionero en Europa su obra está marcada por la mezcla de culturas que caracterizan el siglo XXI. La tradición eslava, rica en humor y pasión, imprime en sus bronces el vigor de la autenticidad. Lekarski cree firmemente en una cultura global, una especie de Banco Mundial, donde los valores de cada país, cada grupo étnico traerá un nuevo sabor, una connotación especial. Podemos entonces decir que Lekarski representa "el verdadero sabor de Bulgaria" en la escultura.